# Tuna, Bälinge socken
Tuna är en by i Bälinge socken, Uppsala kommun.
Tuna omtalas första gången i skriftliga handlingar 1409, ('i Tuna') då jord i byn som innehades av en Anders Tomassons arvingar dömdes till skattejord. 1429 omnämns en nämndeman, Nisse Johansson i Tuna. 1467 gav dekanen Erik Petersson 4 öresland till Uppsala domkyrka. 1473 bytte Uppsala domkyrka till sig 3 öresland gammal frälsejord i byn nära mitt i byn, närmare södra ändan. 1479-1536 innehade domkyrkan tre gårdar i byn. 1541-69 omfattar byn tre arv och eget-gårdar (av Gustav Vasa tagna från domkyrkan till sin privata egendom, ett sankt erikshemman, tre frälsehemman och ett skattehemman, från 1547 även en skattekvarn.